# 嚐·回味
《嚐·回味》是有線電視2009年至2011年期間製作的懷舊飲食節目，節目共有五輯，由德國寶特約冠名贊助，逢星期六晚上10時於有線電視娛樂台首播，其後於多個時段重播。
節目主要介紹香港、澳門等地的懷舊、經典、及接近失傳的美食，主持人與嘉賓因應各集主題，到各地老店包括食店、廚具店及醬油店等採訪，訴說與食店有關的故事及回憶；並由高榮新師傅配合每集主題，示範烹調懷舊、經典或失傳菜式。

## 第一輯
主持：尹光、高榮新、曹敏寶

首播：2009年10月3日

主題：香港的舊式食店、街道和店舖，酒樓、茶莊、冰室等

## 第二輯
主持：尹光、高榮新、潘杰寧

主題：澳門舊式食店，茶樓、餅家、麵家、粵曲表演、竹昇麵製作等

## 第三輯
主持：高榮新、潘杰寧、鍾健威、胡美儀、蔣怡 (客席主持)

主題：香港離島：大嶼山、南丫島及坪洲等；台灣舊式食店

## 第四輯
主持：高榮新、潘杰寧、陳啟泰

主題：有機、健康食材，每集以一種食材作主題介紹，包括生長環境、營養價值、醫學作用等。

## 第五輯
主持：梁祖堯

首播：2011年2月12日

主題：婆婆家常菜，好友嘉賓訪問，模仿製作著名美食如雞蛋仔的「老翻美食」及「實驗美食」環節。

### 嘉賓
- 薛凱琪
- 朱薰
- 谷祖琳
- 何韻詩
- 鄭秀文

## 資料來源
1. ↑  尹光入有線跳茶舞 蘋果日報，2009年10月9日
2. ↑  尹光食通冰室講歷史 蘋果日報，2009年12月11日
3. ↑  曹敏寶尹光緬懷50年代 （页面存档备份，存于） 太陽報，2009年12月11日
4. ↑  尹光來澳拍美食節目 藝海[永久] 澳門日報，2010年2月4日
5. ↑  .   [2012-03-19]. （原始内容存档于2016-03-04）.

## 外部連結
- 嚐‧回味 - 有線寬頻i-CABLE（页面存档备份，存于）